# Vieren (przystanek kolejowy)
Vieren – kolejowy przystanek osobowy w Mjølfjell przy schronisku młodzieżowym, w regionie Hordaland w Norwegii, jest oddalona od Oslo Sentralstasjon o 344,80 km.

## Ruch pasażerski
Należy do linii Bergensbanen, Jest elementem kolei aglomeracyjnej w Bergen i obsługuje lokalny ruch do Bergen, Voss i Myrdal. W ciągu dnia odchodzi z niej ok. 3 pociągów (nie wszystkie pociągi SKM).

## Obsługa pasażerów
Odprawa podróżnych odbywa się w pociągu.